# Gros-Chastang
Gros-Chastang ist eine französische Gemeinde mit 184 Einwohnern (Stand 1. Januar 2022) im Département Corrèze in der Region Nouvelle-Aquitaine. Die Einwohner nennen sich Gros-Chastagniers(ières).

## Geografie
Die Gemeinde liegt im Zentralmassiv. Die Präfektur des Départements Tulle befindet sich rund 29 Kilometer nordwestlich und Égletons 26 Kilometer nördlich.
Nachbargemeinden von Gros-Chastang sind Marcillac-la-Croisille im Nordosten, Bassignac-le-Haut im Südosten, Saint-Martin-la-Méanne im Süden, La Roche-Canillac im Südwesten, Gumond im Westen sowie Saint-Pardoux-la-Croisille im Nordwesten.

## Wappen
Beschreibung: In Gold mit zwei roten Hämmer und Eisenhutfeh geteilt.

## Einwohnerentwicklung
| Jahr      | 1962 | 1968 | 1975 | 1982 | 1990 | 1999 | 2007 | 2016 |
| Einwohner | 206  | 240  | 176  | 168  | 173  | 156  | 169  | 179  |